# Priscilla Buxton
Pour les articles homonymes, voir Buxton.
Priscilla Buxton (25 février 1808 - 18 juin 1852) est une abolitionniste britannique de l'esclavage. Elle est co-secrétaire de la London Female Anti-Slavery Society . En 1833, une pétition de 187 000 signatures de femmes est présentée au parlement pour mettre fin à l'esclavage. Les deux premiers noms sont Amelia Opie et Priscilla Buxton.

## Biographie
Buxton est née à Earlham Hall dans le Norfolk en 1808, fille de Sir Thomas Fowell Buxton, premier baronnet et Hannah Gurney. Sa tante maternelle est Elizabeth Fry et son oncle Joseph John Gurney .
Buxton est l'assistante spéciale de son père alors qu'il mène la campagne pour mettre fin à l'esclavage dans les colonies britanniques. Elle participe aussi à la préparation du travail missionnaire éducatif en Afrique .
En 1832, Buxton devient co-secrétaire de la London Female Anti-Slavery Society. Elle ne pouvait pas rejoindre la Société anti-esclavagiste, bien qu'elle soit en partie fondée par son père car seuls les hommes étaient autorisés à y adhérer. Elle pouvait entendre son père parler au parlement mais seulement à condition qu'elle l'entende via un conduit de ventilation. Seuls les électeurs (et les autres hommes) étaient autorisés à assister au séances dans les chambres du Parlement . Les femmes pouvaient lancer des pétitions et Buxton est l'une des premières des 187 000 qu'elle aidé à organiser en 1833 contre l'esclavage. La pétition est portée par deux personnes, c'est la plus grande pétition abolitionniste jamais réalisée et elle a été moquée au parlement .
Buxton épouse l'homme politique écossais Andrew Johnston qui est un allié de son père. Johnston se présente aux élections générales réformées de 1832 où il devient député du district de St Andrews de Burghs . Ils choisissent de se marier le 1er août 1834, jour où la majorité des esclaves de l'Empire britannique sont légalement libérés .
Ils ont quatre enfants  dont le député Andrew Johnston et sont les grands-parents du designer Edward Johnston (le fils de son fils cadet Fowell Buxton Johnston) .
Son mari et son père perdent leur siège aux élections de 1837. Elle et Andrew partent à Fife puis retournent dans le sud où Andrew occupe un emploi à la Gurney's Bank. Priscilla est décédée en 1852 .

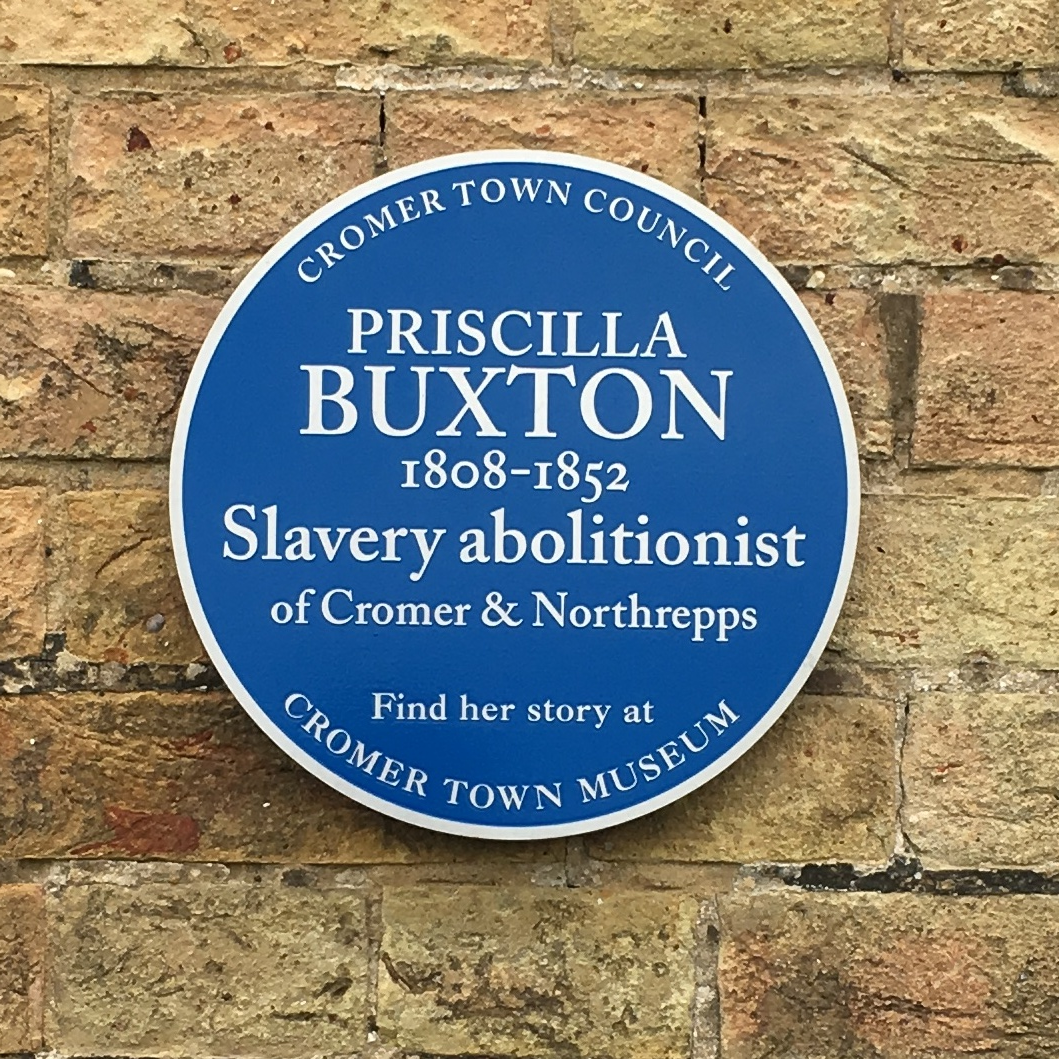
Plaque bleue à Cromer

Buxton a une plaque posée par le conseil de Cromer qui fait la publicité de leur musée. Le journal et les lettres de Buxton sont publiés en 1862 .